# Detritivora ipiranga
Detritivora ipiranga is een vlindersoort uit de familie van de prachtvlinders (Riodinidae), onderfamilie Riodininae.
Detritivora ipiranga werd in 2002 beschreven door Harvey & J. Hall.